# Porte Royale (La Rochelle)
La Porte Royale est [Quoi ?] bâtie au XVIIIe siècle, à La Rochelle, en France. L'immeuble a été classé au titre des monuments historiques en 1974.

## Historique
La Porte Royale,,, était l'ouverture nord-est des fortifications de François Ferry. Elle ouvrait la route vers Niort et Limoges. Construite entre 1706 et 1723, la porte, de style toscan, est basée sur un projet de l'architecte Pierre Bullet de 1706. 
La porte devait initialement comporter au-dessus des voûtes un logement pour l'état-major mais après plusieurs arrêts et reprises dans sa construction, le lieutenant-général du royaume fit stopper les travaux, ne donnant à la façade intérieure que des colonnes à mi-hauteur. La porte principale présente aujourd'hui une façade, côté extérieur, sobre et massive, éloignée du projet initial et ne possédant pas le décor du projet présenté par René Jacob de Tigné en 1723.
Le dispositif défensif comporte en avant de la porte principale une demi-lune. Le décor de la porte de la demi-lune se compose de 4 colonnes toscanes, d'un entablement et d'un fronton triangulaire. Le fronton est décoré d'un soleil entouré de cornes d'abondance. 
Après le déclassement de La Rochelle en tant que place forte, la porte a perdu sa vocation initiale et est tombée dans l'oubli.
Depuis 2012, la porte fait l'objet d'un projet de restauration de grande ampleur,,. Ce chantier, confié grâce à un bail emphytéotique par la ville de La Rochelle à une association, Les Amis de la Porte Royale, s'étale de 2013 jusqu'en 2022. Les activités de la Porte Royale sont divisées en deux temps : l'hiver est consacré à la restauration tandis que l'été, la Porte Royale s'ouvre au public au travers des manifestations culturelles diverses, de juin à octobre. 
Le bâtiment est classé au titre des monuments historiques par arrêté du 25 avril 1974.

## Architecture

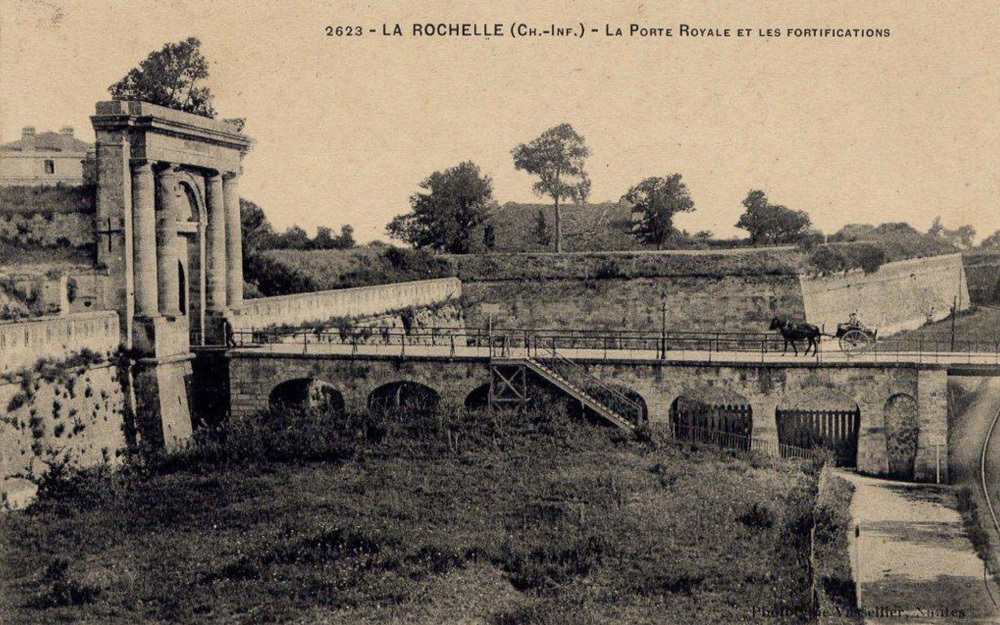
?
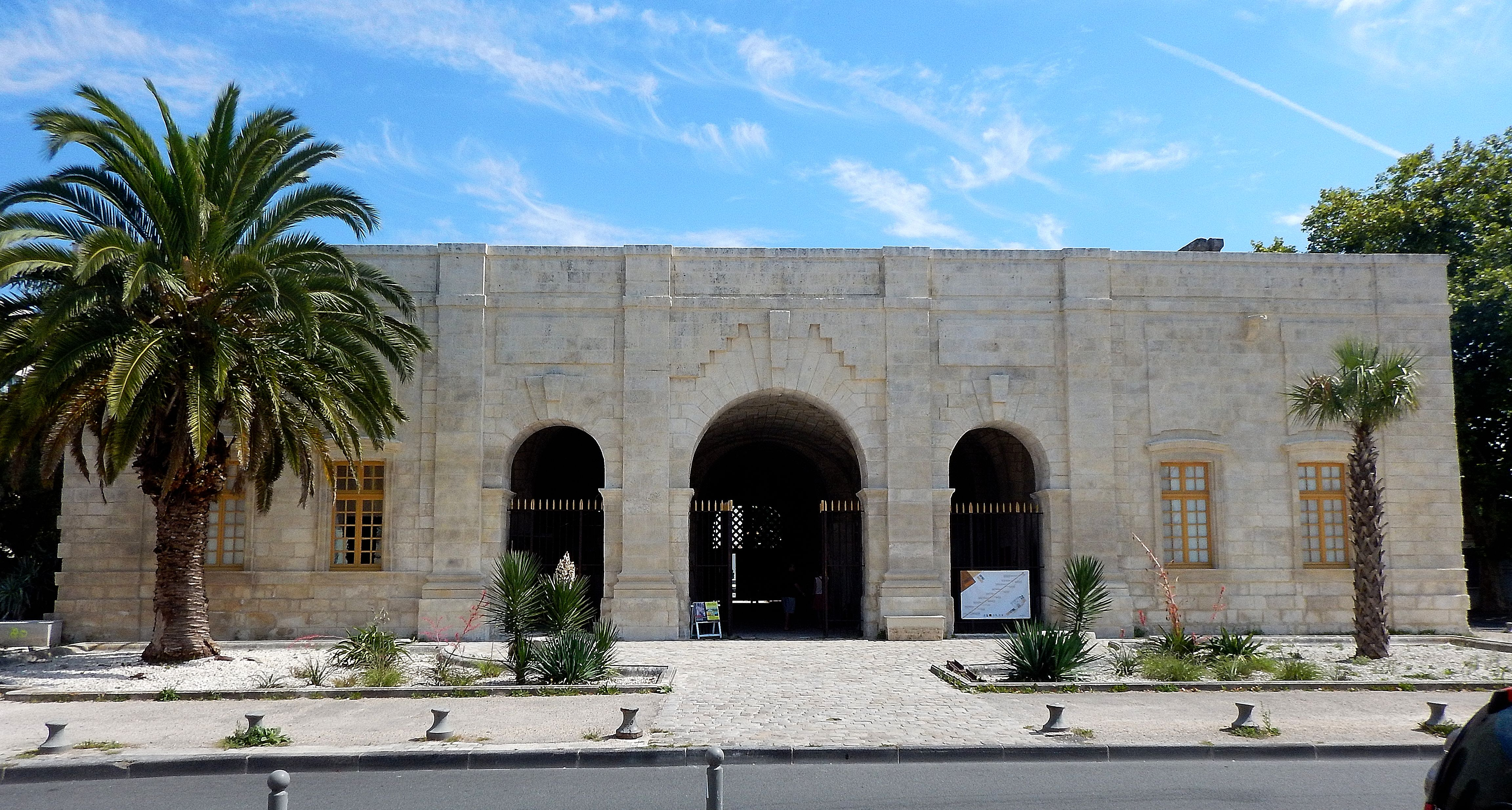
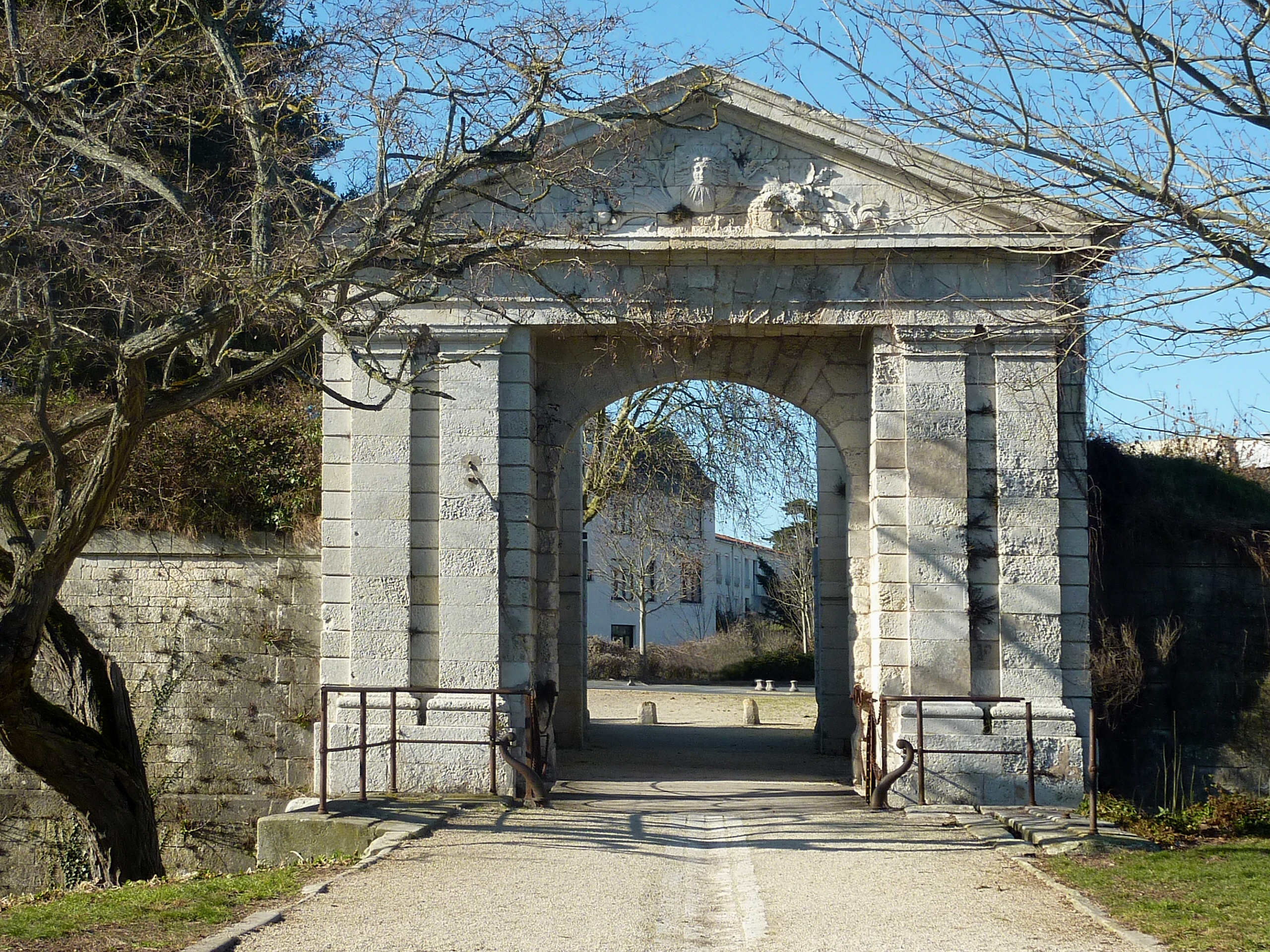
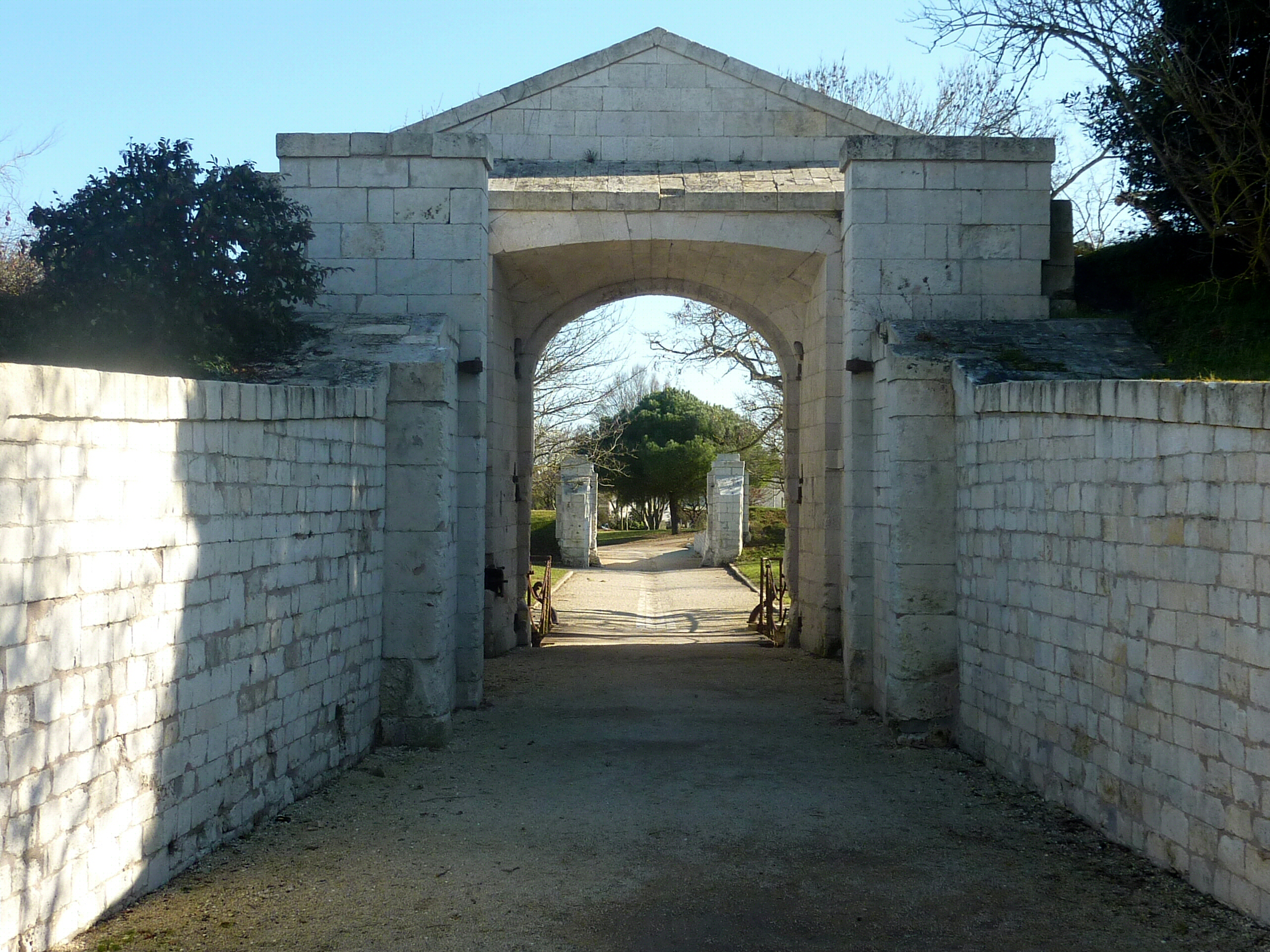